# Мнішув
Мнішув (пол. Mniszów) — село в Польщі, у гміні Нове Бжесько Прошовицького повіту Малопольського воєводства.
Населення — 259 осіб (2011).
У 1975-1998 роках село належало до Краківського воєводства.

## Демографія
Демографічна структура станом на 31 березня 2011 року:
|          | Загалом | Допрацездатний вік | Працездатний вік | Постпрацездатний вік |
| -------- | ------- | ------------------ | ---------------- | -------------------- |
| Чоловіки | 131     | 27                 | 86               | 18                   |
| Жінки    | 128     | 21                 | 69               | 38                   |
| Разом    | 259     | 48                 | 155              | 56                   |